# سیارک ۵۷۹۱
سیارک ۵۷۹۱ (به انگلیسی: 5791 Comello، نامگذاری:4053T-2) پنج هزار و هفتصد و نود و یکمین سیارک کشف شده‌است که در ۲۹ سپتامبر ۱۹۷۳ کشف شد.
قدر مطلق سیارک برابر ۱۲٫۷۰ است.